# Phantom Power (album de The Tragically Hip)
Pour les articles homonymes, voir Phantom Power.
Albums de The Tragically Hip
Live Between Us
(1997) Music @ Work
(2000)
Phantom Power est le sixième album du groupe de rock canadien The Tragically Hip. Paru le 14 juillet 1998, il a remporté le Prix Juno 1999 du meilleur album de rock et du meilleur design d'album.

## Liste des titres
Toutes les chansons sont écrites et composées par The Tragically Hip.
| No  | Titre                                    | Durée |
| --- | ---------------------------------------- | ----- |
| 1.  | Poets                                    | 3:59  |
| 2.  | Something On                             | 3:21  |
| 3.  | Save the Planet                          | 3:38  |
| 4.  | Bobcaygeon                               | 4:55  |
| 5.  | Thompson Girl                            | 3:32  |
| 6.  | Membership                               | 4:40  |
| 7.  | Fireworks                                | 3:56  |
| 8.  | Vapour Trails                            | 4:29  |
| 9.  | The Rules                                | 3:46  |
| 10. | Chagrin Falls                            | 4:10  |
| 11. | Escape Is at Hand for the Travellin' Man | 5:52  |
| 12. | Emperor Penguin                          | 4:08  |